# José Luis Cuevas (arquitecto)

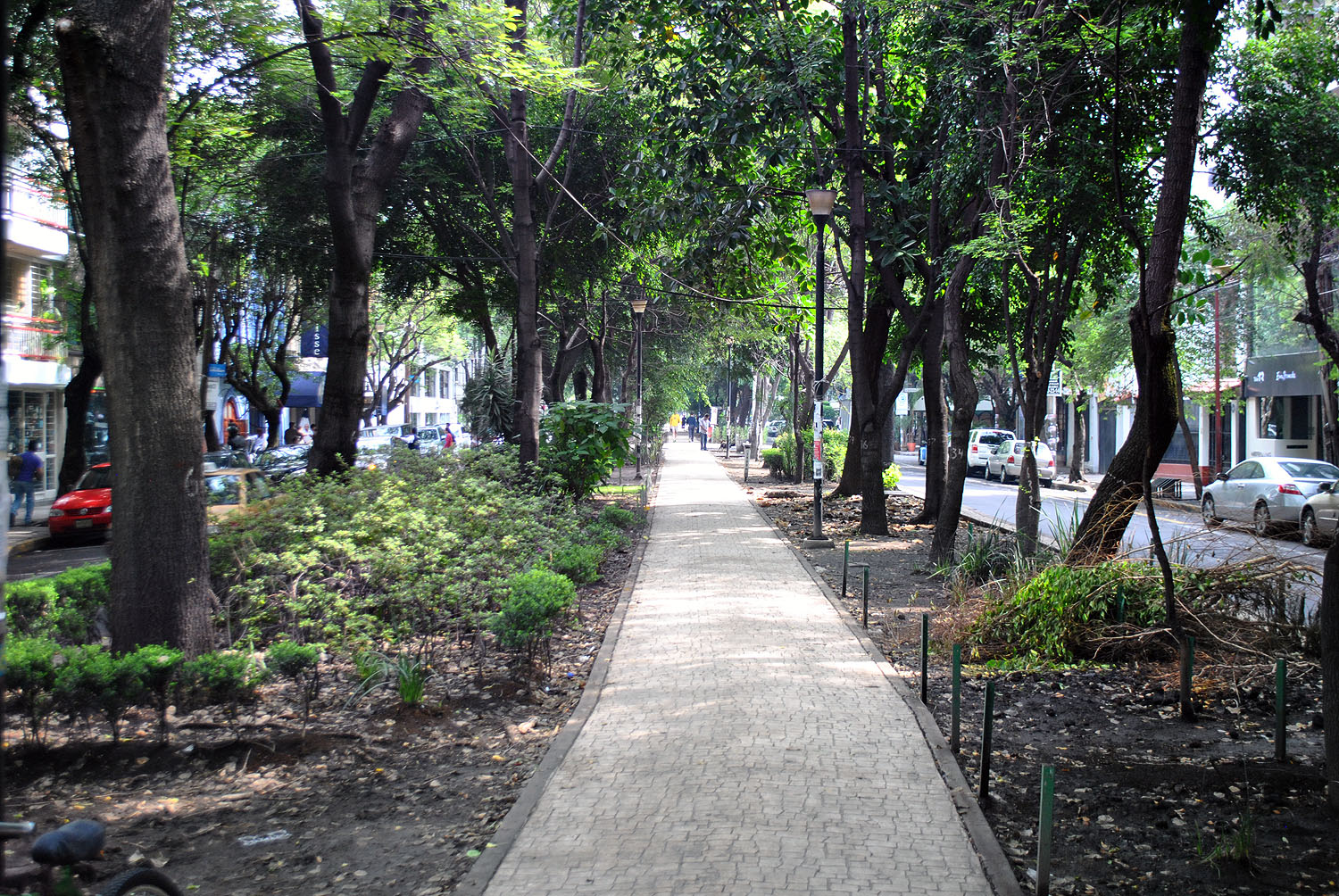
Camellón de Avenida Ámsterdam, la "gran avenida" de la Colonia Hipódromo de la Condesa, diseñada en 1926 e inspirada en parte por la "Ciudad Jardín" de Ebenzer Howard

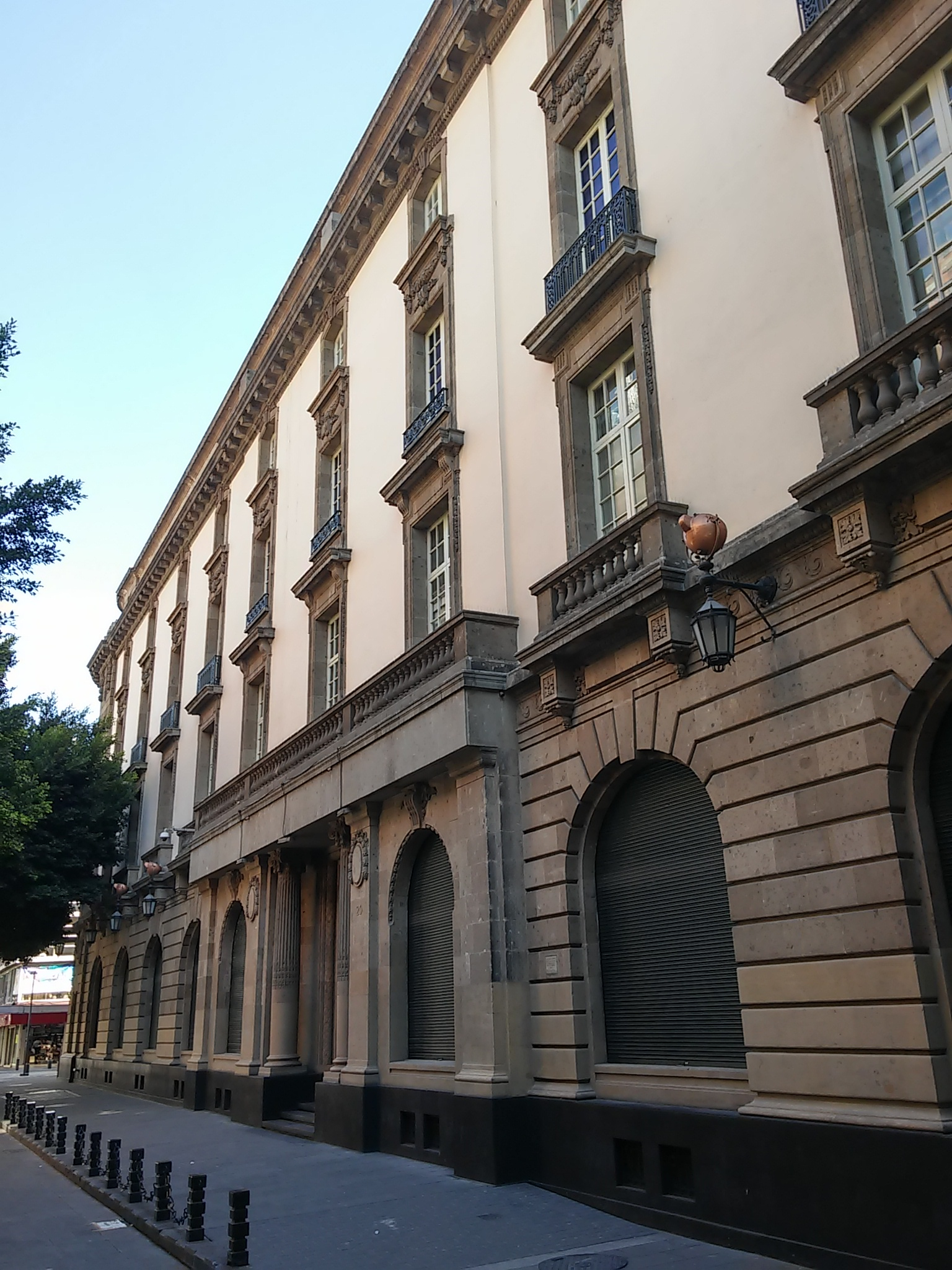
Gante 20

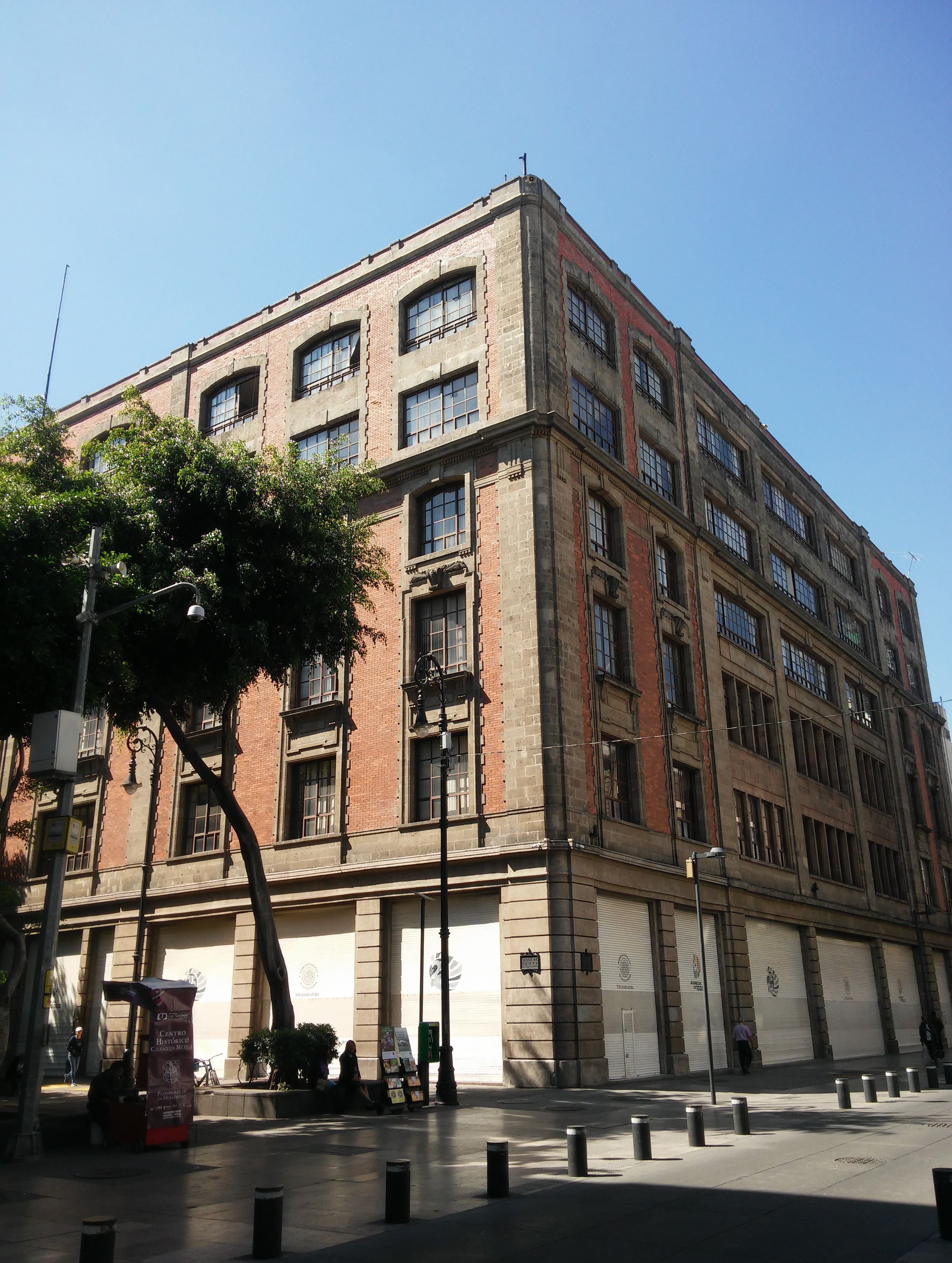
Edificio Edison en la calle Gante 15

José Luis Cuevas Pietrasanta (1881–1952) fue un arquitecto mexicano que planeó varias colonias de la Ciudad de México en las décadas 1920 y 1930:
- En 1926, Colonia Hipódromo[3] (originalmente conocida como Hipódromo de la Condesa), en la zona que hoy en día se conoce mejor como la Condesa, incluidos sus parques icónicos Parque México y Parque España
- En 1928-29, Lomas de Chapultepec

Los fraccionamientos estaban basados en el movimiento "Ciudad Jardín" (inglés: "Garden City") promovido por el arquitecto y urbanista Ebenezer Howard, que estrenaba mucho espacio dedicado a parques y otro espacio verde público, camellones en medio de grandes avenidas, como el de la  Avenida Ámsterdam en colonia Hipódromo.

## Obras destacadas.
- Casa de José Gargollo y Garay en el Paseo de la Reforma número 150 (1901) (Sede del University Club)
- Edificio Edison en la calle Gante número 15 (1925)
- Edificio en la calle Gante número 20 (1912-1918)[4]